# Gale H. Stalker

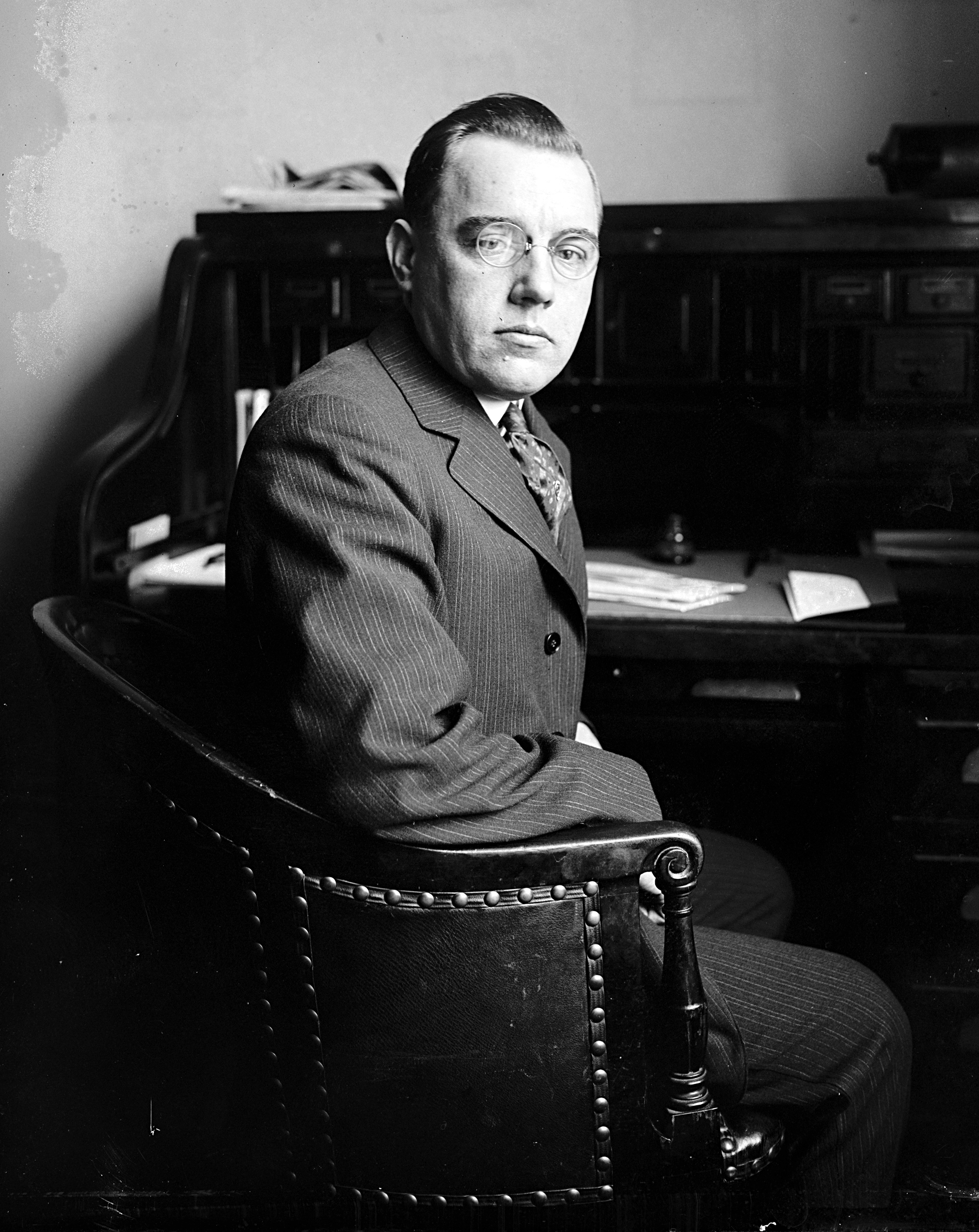
Gale H. Stalker (1923)

Gale Hamilton Stalker (* 7. November 1889 im Sullivan County, New York; † 4. November 1985 in Palm Beach, Florida) war ein US-amerikanischer Politiker. Zwischen 1923 und 1935 vertrat er den Bundesstaat New York im US-Repräsentantenhaus.

## Leben
Gale Stalker besuchte die öffentlichen Schulen seiner Heimat und dann das Scranton Business College in Pennsylvania. Später absolvierte er einige Abendschulen in New York City. Anschließend zog er nach Elmira im Chemung County, wo er in der Holzbranche sowie im Bankgewerbe arbeitete. Gleichzeitig schlug er als Mitglied der Republikanischen Partei eine politische Laufbahn ein.
Bei den Kongresswahlen des Jahres 1922 wurde Stalker im 37. Wahlbezirk von New York in das US-Repräsentantenhaus in Washington, D.C. gewählt, wo er am 4. März 1923 die Nachfolge von Lewis Henry antrat. Nach fünf Wiederwahlen konnte er bis zum 3. Januar 1935 sechs Legislaturperioden im Kongress absolvieren. In diese Zeit fiel ab 1929 die Weltwirtschaftskrise. Seit 1933 wurden die ersten New-Deal-Gesetze der Roosevelt-Regierung verabschiedet, denen Stalkers Partei eher ablehnend gegenüberstand. 1935 wurden erstmals die Bestimmungen des 20. Verfassungszusatzes angewendet, wonach die Legislaturperiode des Kongresses jeweils am 3. Januar endet bzw. beginnt.
Im Jahr 1934 verzichtete Stalker auf eine weitere Kongresskandidatur. Nach dem Ende seiner Zeit im US-Repräsentantenhaus zog er sich aus der Politik zurück. Er starb am 4. November 1985 in Palm Beach, wo er seine letzten Lebensjahre verbracht hatte.